# Planetarium Köln

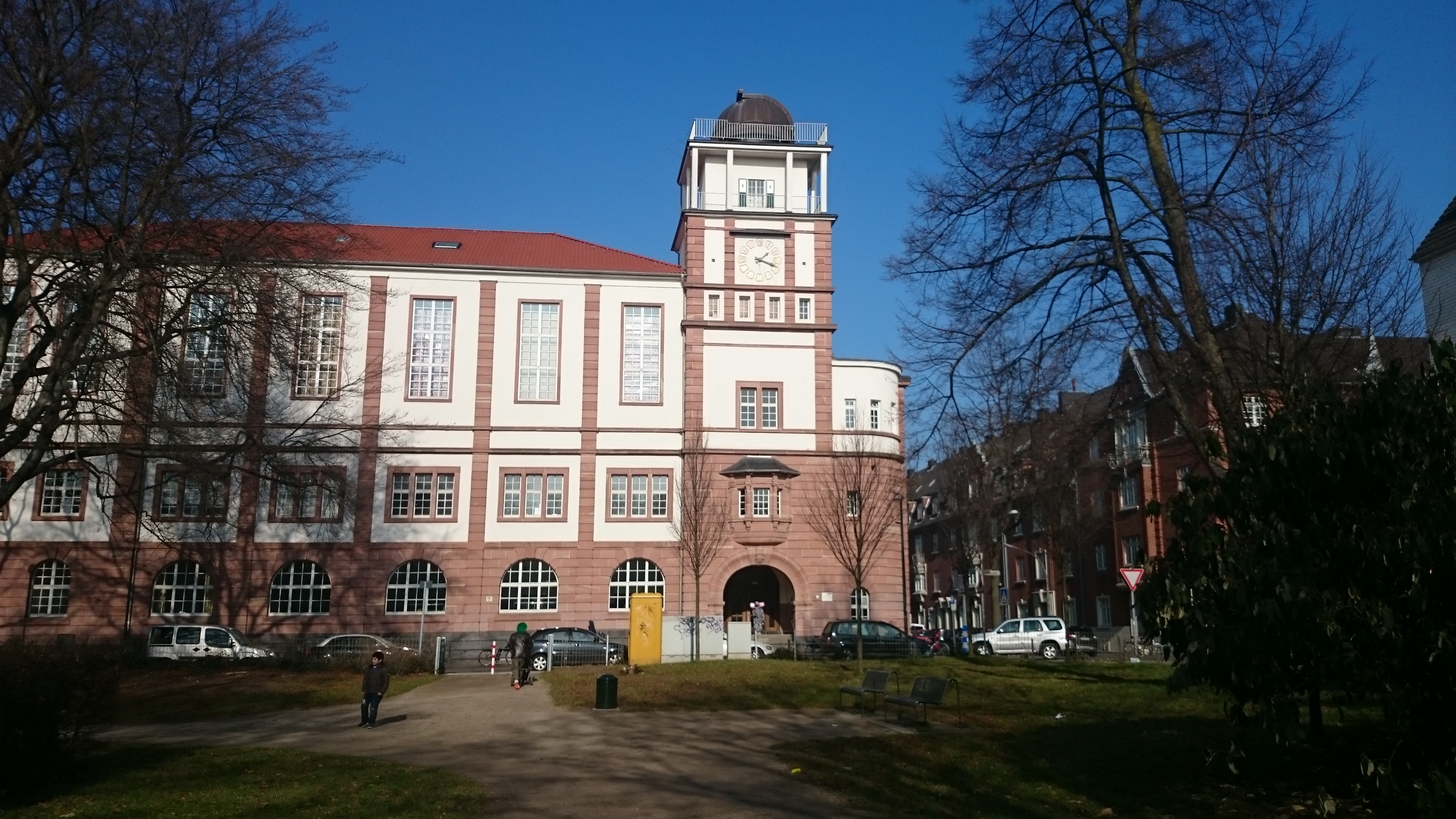
Die Sternwarte auf dem Dach des Leonardo-da-Vinci Gymnasiums, 2015

Das Planetarium Köln befindet sich im Leonardo-da-Vinci-Gymnasium in Köln-Nippes. Ein Zeiss-Kleinplanetarium ZKP-1, Baujahr 1965, im Keller der Schule bietet Gruppen von bis zu 30 Personen die Möglichkeit, den gestirnten Himmel, die Milchstraße und Planeten so zu zeigen, wie sie mit freiem Auge bei klarem Wetter zu sehen sind. Das Planetarium Köln verfügt außerdem über eine Sternwarte, die zwischen 1960 und 1963 errichtet wurde. Ein sehr großer Teil der Anlage – einschließlich der Fernrohre und Kuppeln – wurde von ehemaligen Schülern in ihrer Freizeit erbaut.
Langjähriger Leiter des Planetariums war Hermann Gundermann (1938–2022). Sein Nachfolger ist Stefan Nowak.

## Technische Details

### Sternwarte

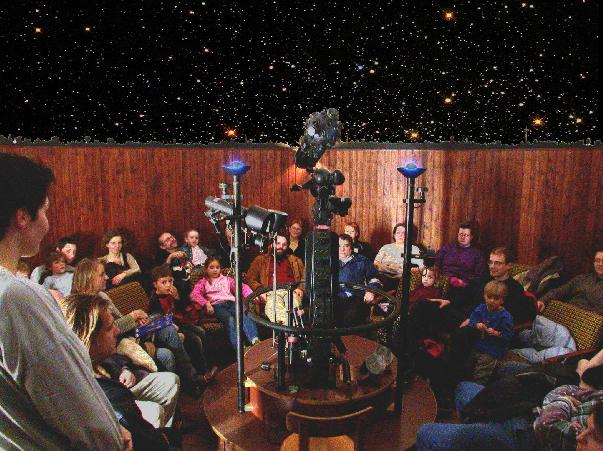
Der Kuppelraum und das Vorführgerät des Planetarium Köln

Die Sternwarte besteht aus zwei Kuppeln auf dem Turm der Schule (4 m) bzw. auf dem Flachdach mit 5 m Durchmesser. Die Kuppel auf dem Turm beherbergt ein großes Spiegelfernrohr mit einer Öffnung von 16 Zoll (40 cm) und einer Brennweite von f=2,4 m. Dieses Instrument dient sowohl der visuellen als auch der fotografischen Himmelsbeobachtung. Mittels einer Fernsehkamera können helle astronomische Objekte einem größeren Zuschauerkreis im Planetarium demonstriert werden.
In der zweiten Kuppel auf dem Flachdach wurde ein Zeiss-AS-Refraktor mit einer Öffnung von 110 mm (f=1650 mm) installiert. Die relativ einfache und kompakte Bauweise ermöglicht es den Schülern, Beobachtungen in eigener Regie durchzuführen. Das Instrumentarium wird ergänzt durch ein 8-Zoll-Celestron-Schmidt-Cassegrain-Teleskop und eine Schmidt-Kamera. Seit 1962 gibt es am Gymnasium in Nippes astronomische Arbeitsgemeinschaften.

### Planetarium
Die Projektorkugel des ZKP-1 beinhaltet 32 Einzelprojektoren mit je einer Kupferfolie. In jede Kupferfolie ist ein Teil des Sternhimmels eingestanzt. So lässt sich der Sternhimmel, wie er über Köln in einer sternklaren Nacht zu sehen wäre, mit über 5.000 Sternen abbilden.